# Pływalnia przy ulicy Jana Spychalskiego w Poznaniu

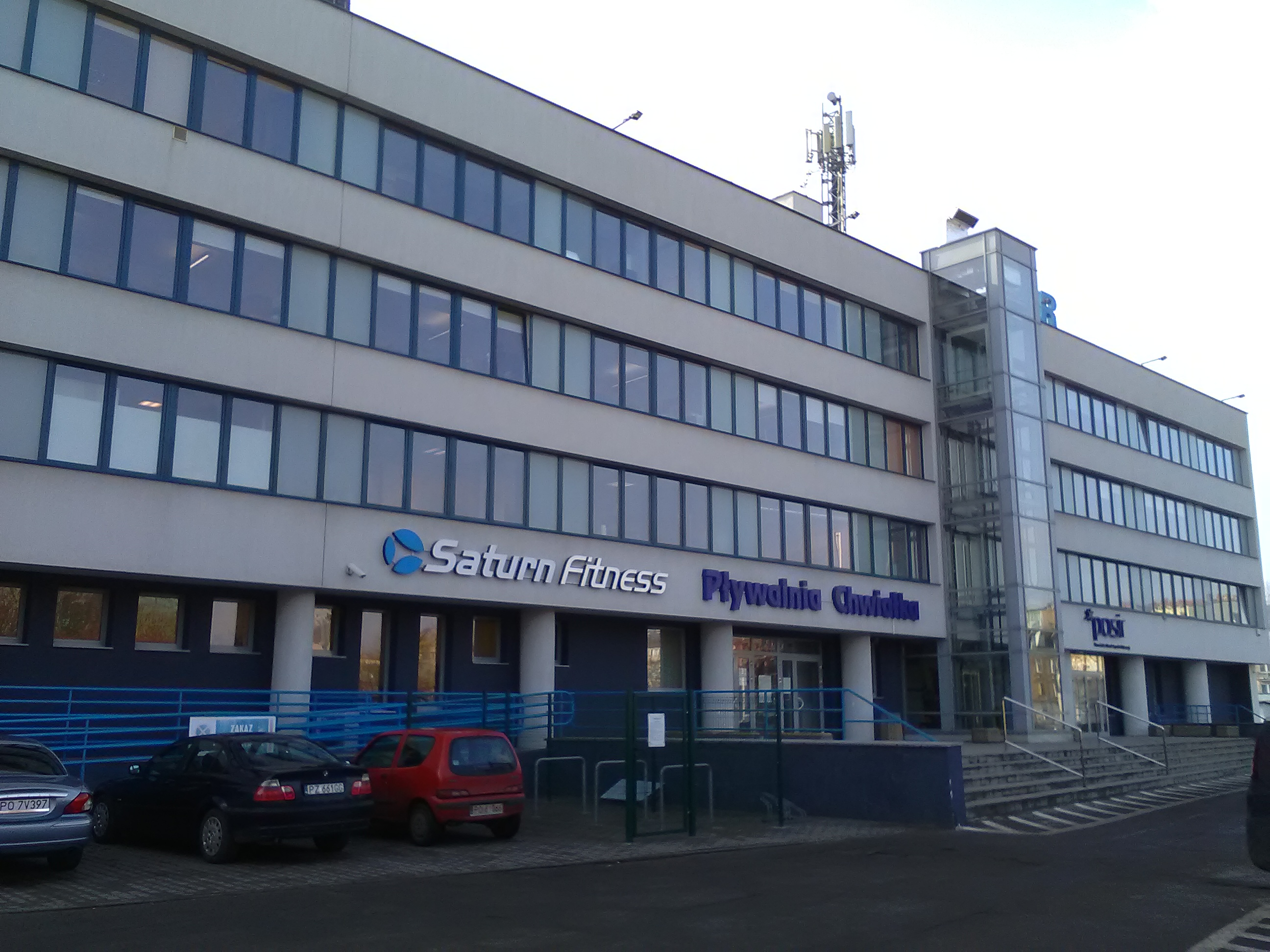
Budynek pływalni przed głównym wejściem.

Pływalnia przy ul. Spychalskiego (popul. Chwiałka) – kryta pływalnia w Poznaniu, zlokalizowana na Łęgach Dębińskich na osiedlu samorządowym Wilda przy ulicy Jana Spychalskiego (dawniej Marcina Chwiałkowskiego – stąd potoczna nazwa) 34.
Obiekt zaprojektowali członkowie tzw. Zespołu Pingwinów – Mikołaj Kokozow (twórca stadionu Skry Warszawa przy ul. Wawelskiej i gmachu Komitetu Wojewódzkiego PZPR w Zielonej Górze, późniejszego Centrum Biznesu) i Jerzy Wasilewski (także stadion Skry) dla Klubu Sportowego Warta Poznań, jako element szerszego założenia, którego (oprócz pływalni) nie zrealizowano. Budynek wzniesiono w początku lat 60. XX wieku, w stylu purystycznego modernizmu, nawiązującego formą do ascetycznych rozwiązań międzywojennych, co było odcięciem się od form tzw. klasycyzmu ludowego, forsowanych w tamtych czasach (np. Teatr Polski w Bydgoszczy). Budowę sfinansował Społeczny Fundusz Odbudowy Stolicy.
Zespół budynków pomieścił pływalnię z widownią, basen dziecięcy, sale gimnastyczne i 70-miejscowy hotel. Ciekawa była konstrukcja hal basenowych, oparta na systemie żelbetowych ram. Nawiązywała ona do zrealizowanego wcześniej Ośrodka Sportowego Budowlani (czyli Skra) w Warszawie. Później (w 1965) zastosowano taką technikę podczas realizacji pływalni sportowej w Pradze (1965). Oprócz części krytej zbudowano także baseny odkryte z boiskami. Pływalnia funkcjonuje do dziś. Przez długie lata PRL był to jedyny tej klasy obiekt w mieście.